# Argia rosseri
Argia rosseri – gatunek ważki z rodziny łątkowatych (Coenagrionidae). Występuje na terenie Ameryki Południowej, endemicznie w Boliwii.